# Pseudostellaria heterantha
Pseudostellaria heterantha är en nejlikväxtart som först beskrevs av Carl Maximowicz, och fick sitt nu gällande namn av Ferdinand Albin Pax. Pseudostellaria heterantha ingår i släktet Pseudostellaria och familjen nejlikväxter. Utöver nominatformen finns också underarten P. h. nepalensis.

## Bildgalleri

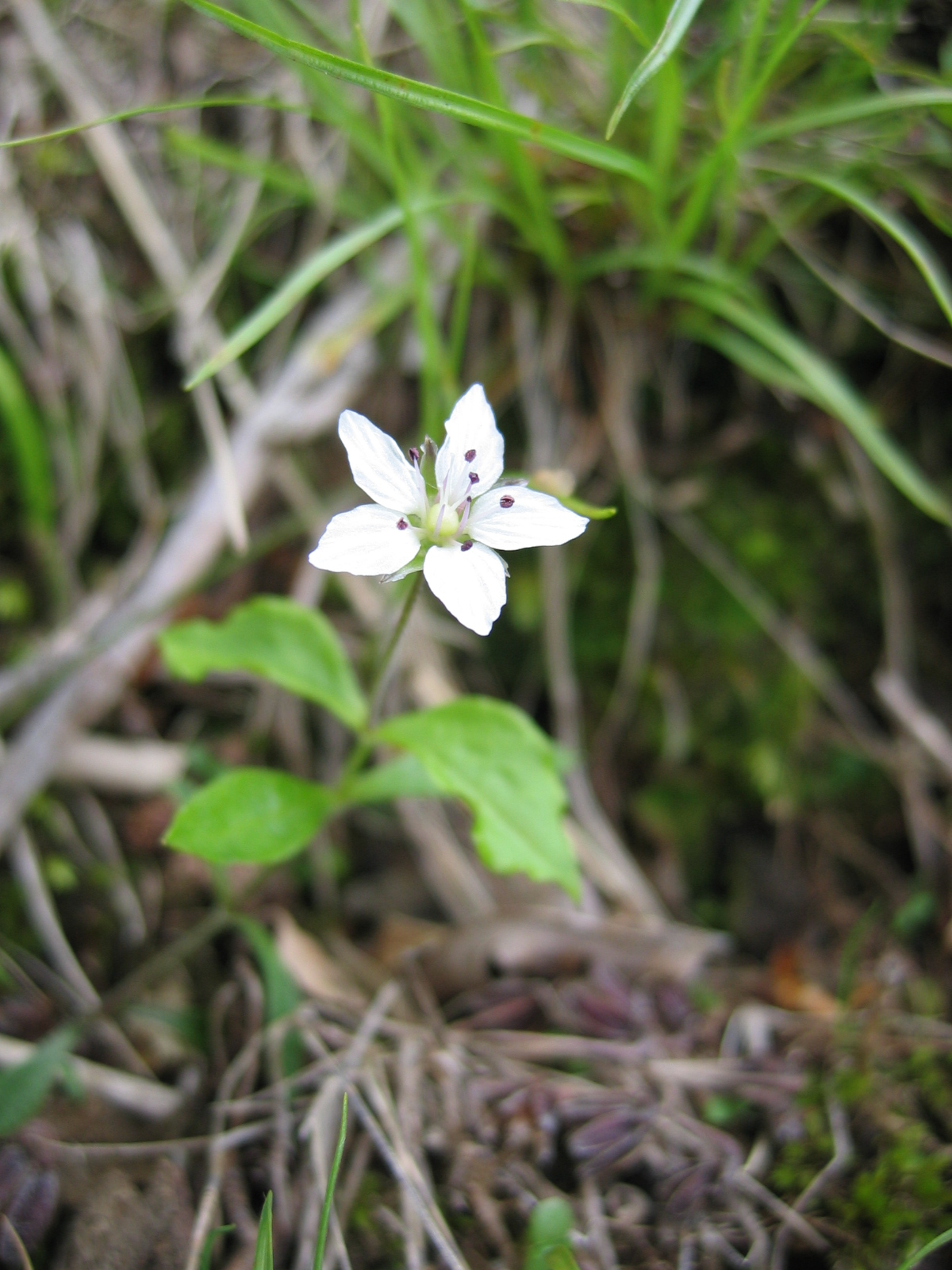